# Chevron Cars
La Chevron Cars Ltd., casa britannica costruttrice di vetture da competizione, fu fondata da Derek Bennett, che la resse dal 1965 fino alla morte, nel 1978. La Chevron nel 1982 passò a Roger Andreason e Tim Colman. Dal 2006 appartiene a Chris Smith, fondatore della Westfield Sportscars.
Da non confondersi con la neozelandese "Chevron Engineering".

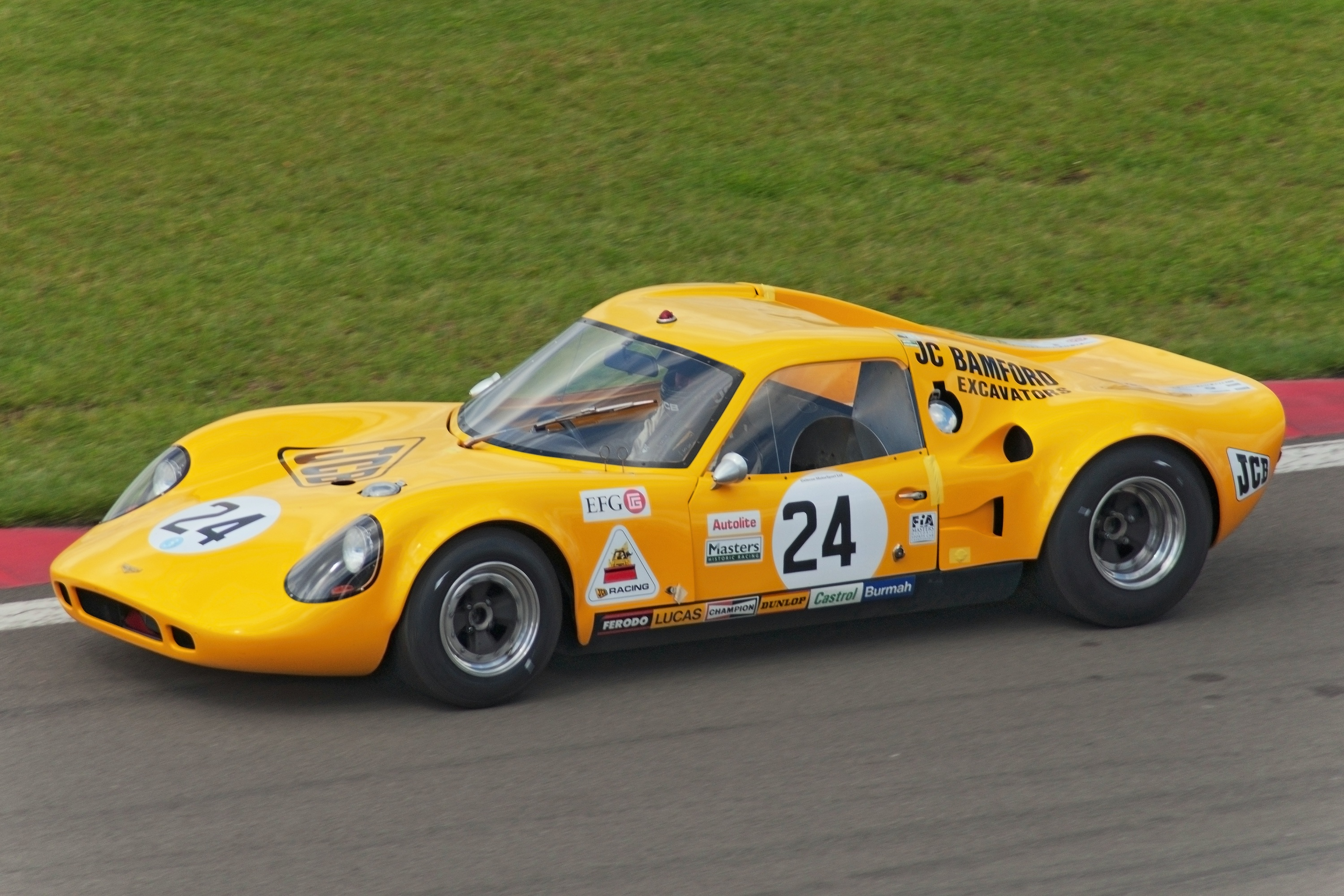
Chevron B8 in gara

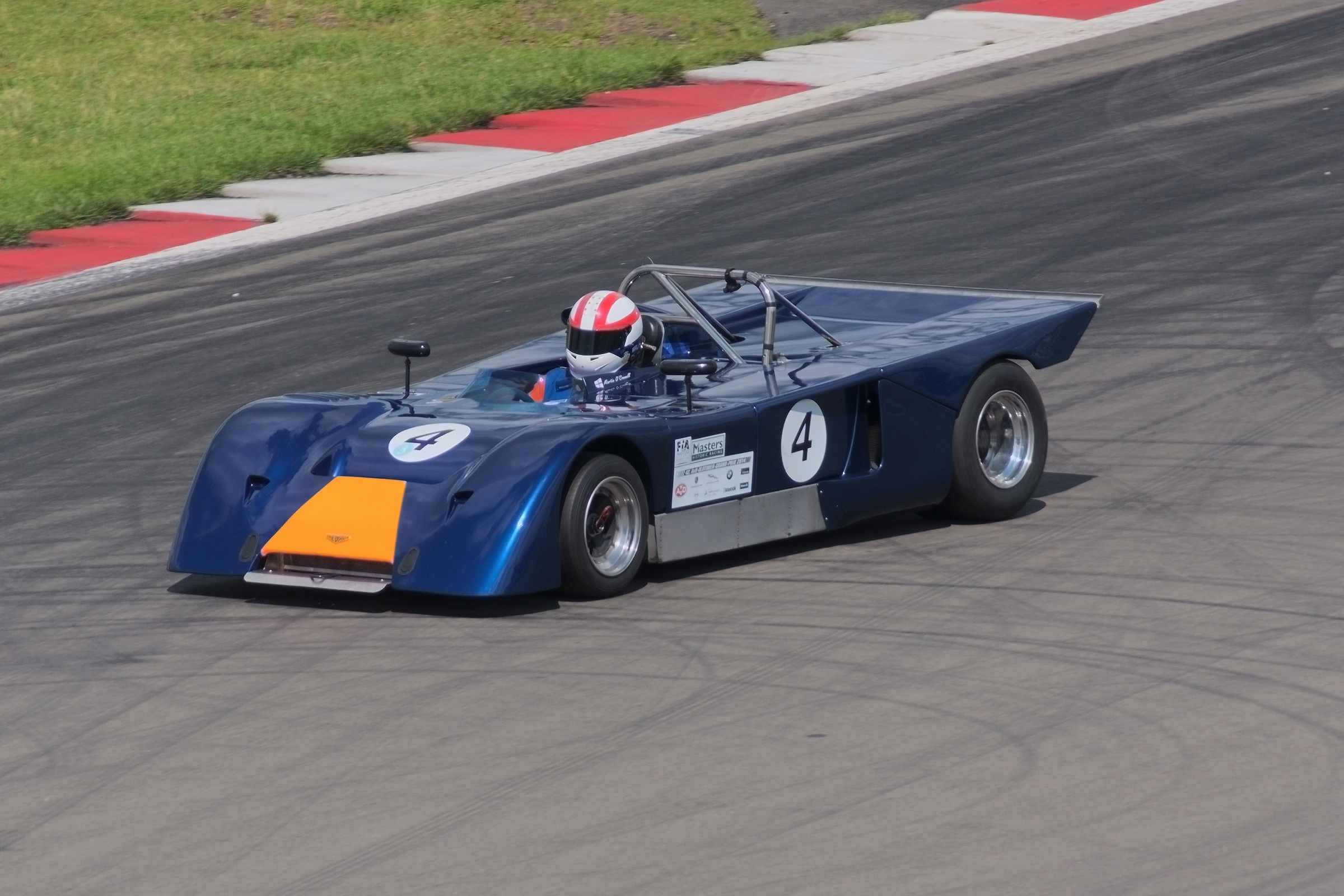
Chevron B19 in pista

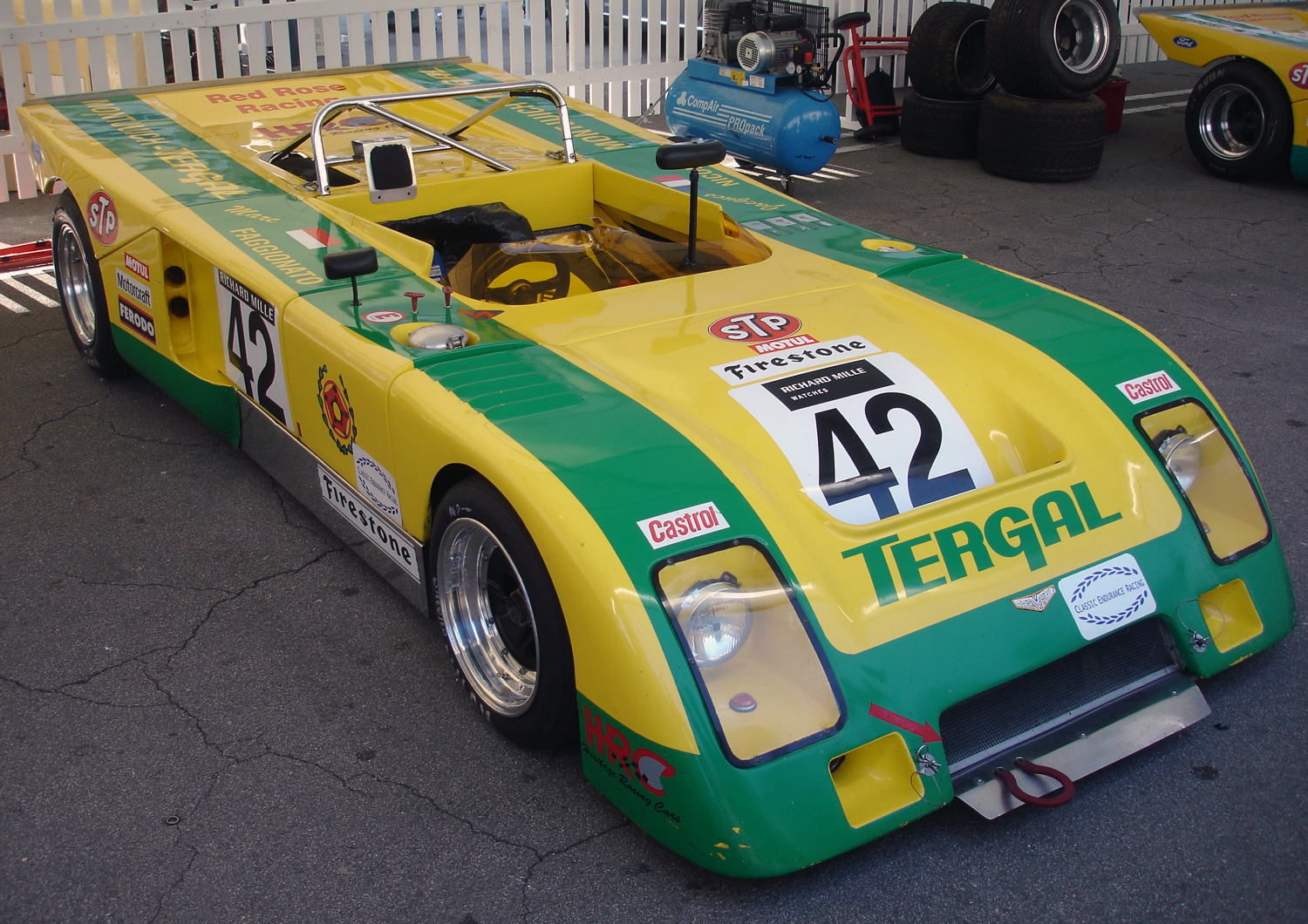
Una Chevron B21 in esposizione al Circuito del Montjuïc, Spagna, 2007

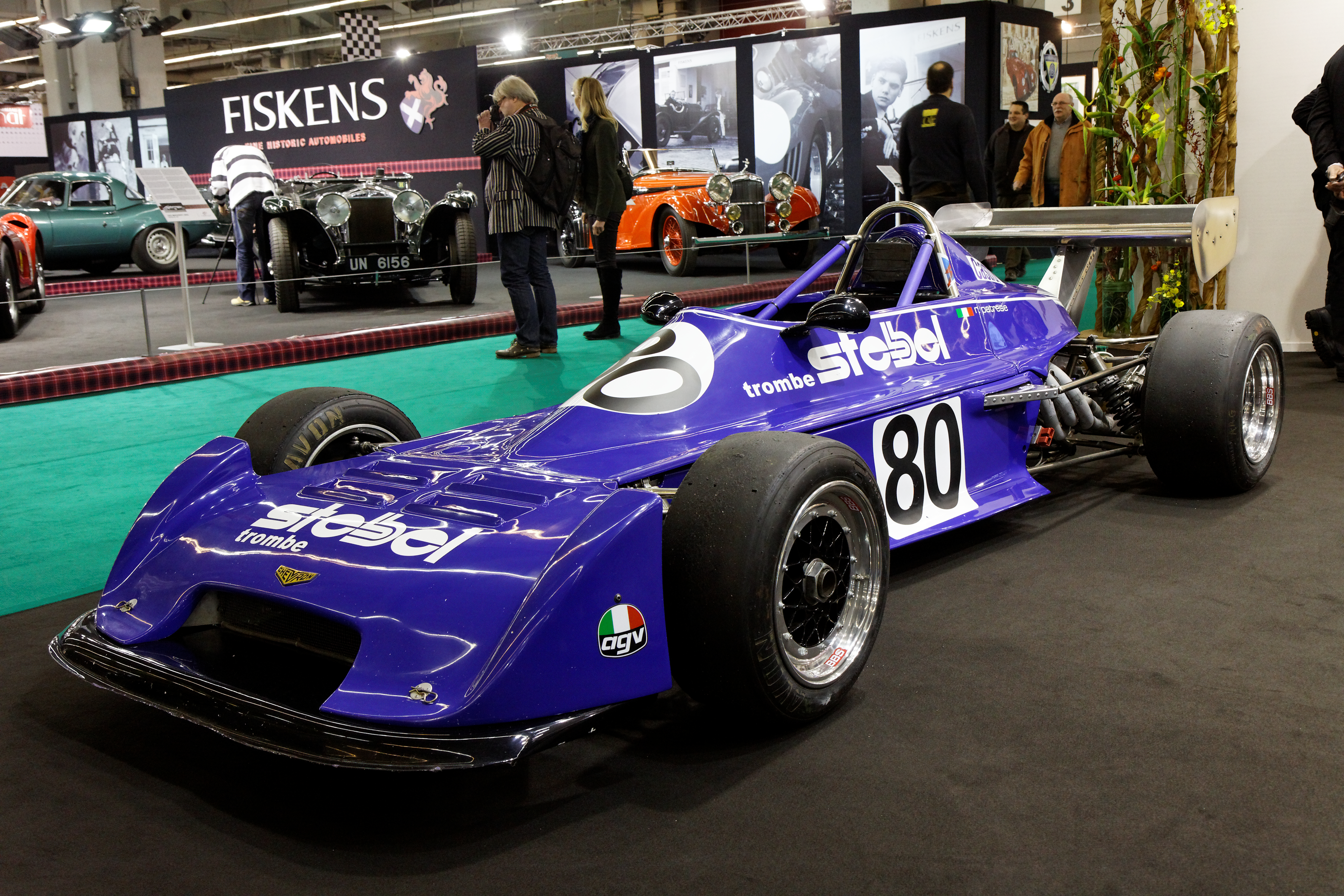
La Chevron B34 guidata da Riccardo Patrese in esposizione a Parigi.

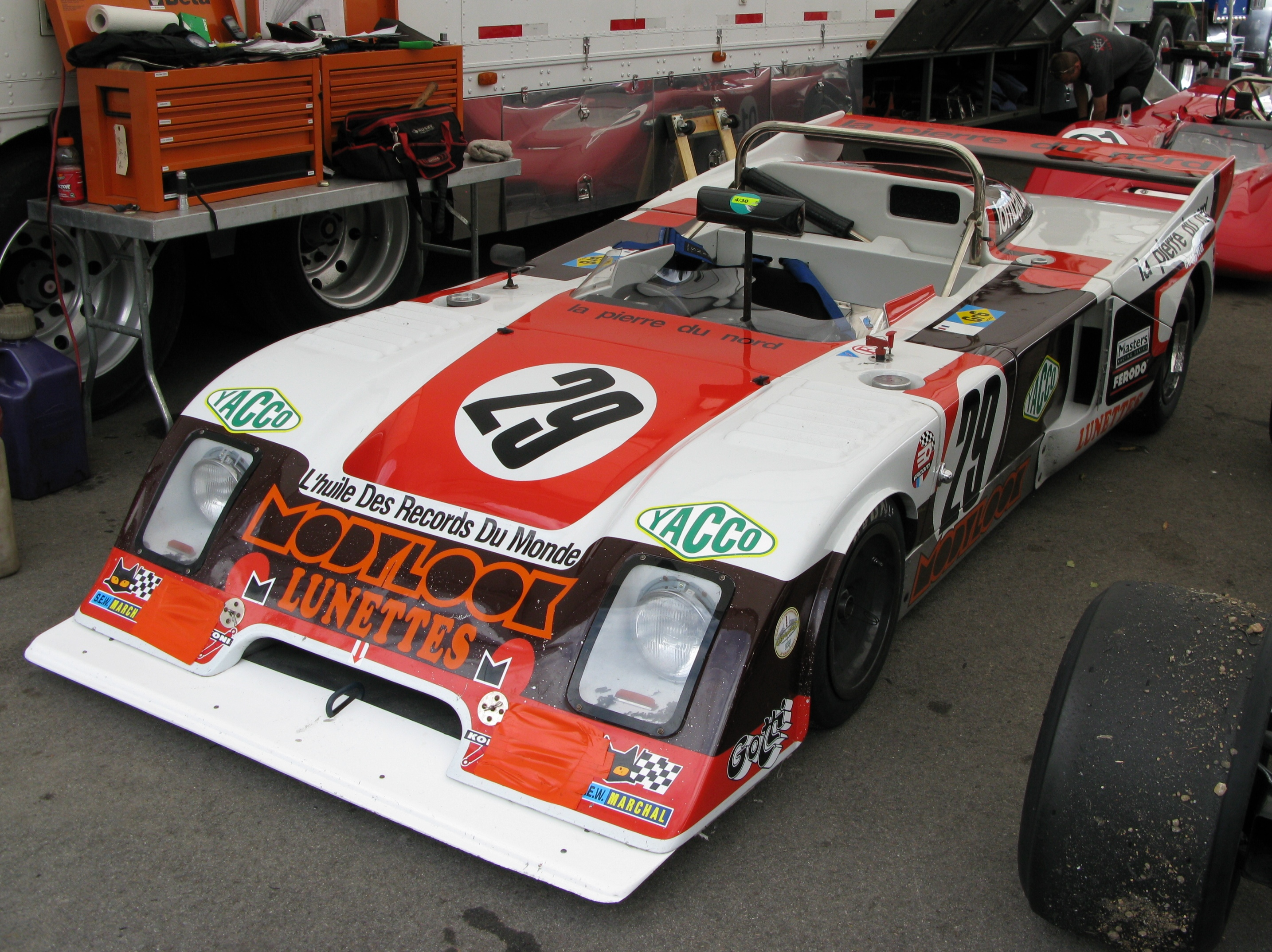
Una Chevron B36 nel paddock del Circuito di Mont-Tremblant, Canada, nel 2009

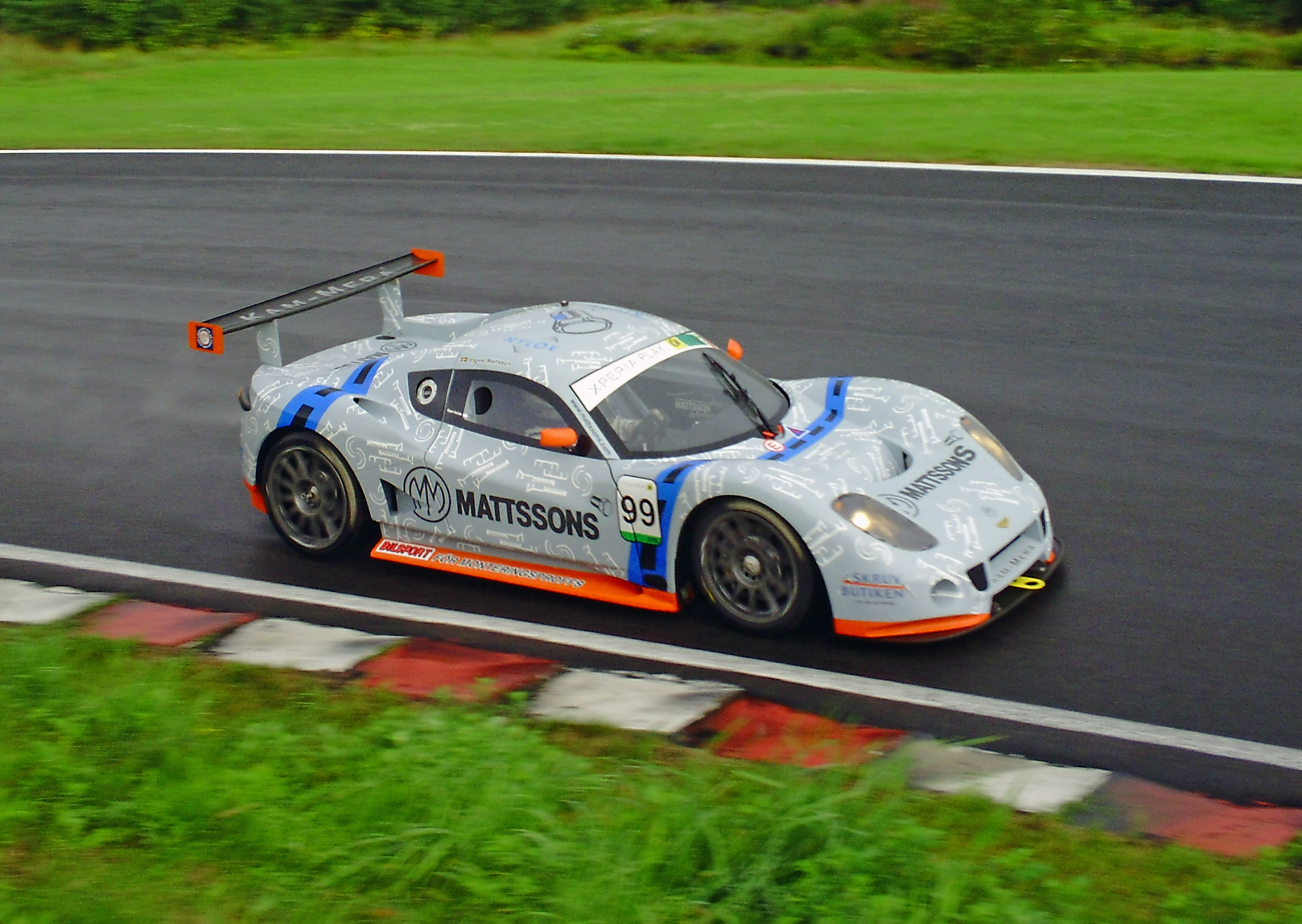
La Chevron GR8 di Mattsson/Johansson al Campionato Svedese GT, 2011

## Autovetture
Di seguito tutte le autovetture da competizione prodotte dalla Chevron dall'anno della sua fondazione.
- Chevron B1, vettura da Formula Clubman, prodotta nel 1965.
- Chevron B2, vettura da Formula Clubman, prodotta nel 1966.
- Chevron B3, vettura Gran Turismo, prodotta nel 1966.
- Chevron B4, vettura Gran Turismo, esemplare unico realizzato nel 1966.
- Chevron B5, vettura Gran Turismo, esemplare unico realizzato nel 1967.
- Chevron B6, vettura Gran Turismo, prodotta nel 1967.
- Chevron B7, monoposto da Formula 3, esemplare unico realizzato nel 1967.
- Chevron B8, vettura Gran Turismo Gr.4, prodotta dal 1968 al 1970.
- Chevron B9, monoposto da Formula 3, prodotta nel 1968.
  - B9B, evoluzione della B9, esemplare unico del 1968.
- Chevron B10, monoposto da Formula 2, prodotta nel 1968.
- Chevron B12, un'evoluzione della B8, esemplare unico realizzato nel 1968.
- Chevron B14, monoposto da Formula B basata sulla B9, prodotta nel 1968.
- Chevron B15, monoposto da Formula 3 basata sulla B9B, prodotta nel 1969.
  - B15B, versione della B15 per la Formula B, predotta nel 1969.
  - B15C, evoluzione della B15, esemplare unico del 1969.
- Chevron B16, vettura Sport-Prototipo Gr.5/Gr.6, prodotta dal 1969 al 1971.
- Chevron B16 Spyder, vettura Sport-Prototipo Gr.6, realizzata nel 1969.
- Chevron B17, monoposto da Formula 3, prodotta nel 1970.
  - B17B, versione della B17 per la Formula B, prodotta nel 1970.
  - B17C, versione della B17 per la Formula 2, prodotta nel 1970.
- Chevron B18, monoposto da Formula 3, Formula Atlantic e Formula B, prodotta nel 1970.
- Chevron B19, vettura Sport-Prototipo Gr.6, prodotta nel 1971.
- Chevron B20, monoposto da Formula 2 e Formula Atlantic, evoluzione della B18, prodotta nel 1971.
- Chevron B21, vettura Sport-Prototipo Gr.6, nuova versione della B19, prodotta nel 1972.
- Chevron B23, vettura Sport-Prototipo Gr.6, conclude la linea B19/B21, prodotta nel 1973.
- Chevron B24, monoposto da Formula 5000, prodotta dal 1972 al 1973.
- Chevron B25, monoposto da Formula 2 e Formula Atlantic, prodotta nel 1973.
- Chevron B26, vettura Sport-Prototipo Gr.6, sostituta della B23, prodotta nel 1973.
- Chevron B27, monoposto da Formula 2 e Formula Atlantic, prodotta nel 1974.
- Chevron B28, monoposto da Formula 5000, un aggiornamento della B24, prodotta nel 1974.
- Chevron B29, monoposto da Formula 2 e Formula Atlantic, prodotta nel 1975.
- Chevron B30, monoposto da Formula 5000, prodotta nel 1975.
- Chevron B31, vettura Sport-Prototipo Gr.6, nuova versione della B26, prodotta nel 1976.
- Chevron B32, vettura realizzata per le cronoscalate britanniche, esemplare unico del 1975.
- Chevron B34, monoposto da Formula Atlantic e da Formula 3, prodotta nel 1976.
- Chevron '''B35''', monoposto da Formula Atlantic e da Formula 3, prodotta nel 1976.
- Chevron '''B36''', versione della B35 per la Formula 2, prodotta nel 1976.
- Chevron B37, monoposto da Formula 5000, esemplare unico realizzato per Peter Gethin nel 1976.
- Chevron B38, monoposto da Formula 3, aggiornamento della B35, prodotta nel 1977.
- Chevron B39, versione da Formula Atlantic della B38, prodotta nel 1977.
- Chevron B40, monoposto da Formula 2, simile alla B39, prodotta nel 1977.
- Chevron B41, prototipo di monoposto da Formula 1, esemplare unico del 1978.
- Chevron B42, monoposto da Formula 2, potenziamento della B40, prodotta nel 1978.
- Chevron B43, monoposto da Formula Atlantic, prodotta nel 1978.
- Chevron B45, monoposto da Formula Atlantic, un aggiornamento della B39, prodotta nel 1978.
- Chevron B46, versione da Formula Super Vee delle B43/B45, esemplare unico del 1978.
- Chevron B47, monoposto da Formula 3, versione wing car della B43, prodotta nel 1979.
- Chevron B48, monoposto da Formula 2, versione wing car della B42, prodotta nel 1979.
- Chevron B49, monoposto da Formula Atlantic, versione wing car della B45, prodotta nel 1979.
- Chevron B50, versione da Formula Super Vee delle B48/B49, prodotta nel 1979.
- Chevron B51, vettura Can-Am, prodotta nel 1980.
- Chevron B52, vettura Sport-Prototipo, prodotta nel 1980.
- Chevron B53, monoposto da Formula Atlantic, esemplare unico del 1980.
- Chevron B54, vettura Sport-Prototipo, prodotta nel 1981.
- Chevron B56, monoposto da Formula Atlantic, prodotta nel 1982.
- Chevron B60, vettura Sport-Prototipo, prodotta nel 1982.
- Chevron B61, vettura Sport-Prototipo, prodotta nel 1983.
- Chevron B62, vettura Sport-Prototipo gr.C, esemplare unico del 1985.
- Chevron B63, vettura Sport-Prototipo, prodotta nel 1985.
- Chevron B64, monoposto da Formula Atlantic, esemplare unico del 1985.
- Chevron B65, vettura Sport-Prototipo gr.C, esemplare unico dell 1986.
- Chevron B67, vettura da Formula Ford 2000, prodotta nel 1988.
- Chevron B68, vettura da Formula Ford 1600, prodotta nel 1988.
- Chevron B69, vettura da Formula Ford 1600, potenziamento della B67, prodotta nel 1989.
- Chevron B71, vettura IMSA, prodotta nel 1995.
- Chevron B73, vettura Sport-Prototipo, prodotta nel 1995.
- Chevron GR8, vettura Gran Turismo, realizzata nel 2010.
- Chevron GT3, vettura Gran Turismo, realizzata nel 2012.